# 江心屿
江心屿位于温州市区北面的瓯江中心，四面环江，面积为1040亩，列中国四大名屿之首，素有“瓯江蓬莱”之称。

## 概要
江心屿的标志为东西两旁山巅的双塔和江心寺。并有谢公亭、浩然楼、宋文信国公祠、兴庆寺、澄鲜阁等多处古迹。
- 东塔建于唐咸通十年（公元869年），塔高30余米，六面七层。

- 西塔建于宋开宝二年（公元969年），塔高32米，底径7米。

- 江心寺建于南宋绍兴七年（公元1137年），原称中川寺，后宋高宗赵构赐名江心寺，为南宋十刹之一，建筑面积3100平方米，占地面积5100平方米。

江心寺山门有南宋诗人王十朋所作叠字对联：“云朝朝朝朝朝朝朝朝散，潮长长长长长长长长消”。

## 风景名胜
- 江心寺
- 江心屿英国领事馆旧址
- 江心屿东西塔
- 江心屿西塔与凌云桥
- 江心屿温州盆景园
- 江心嶼西塔，十九世紀晚期